# Сан-Сагундо Каррильо, Пабло
Пабло Сан-Сагундо Каррильо (исп. Pablo San Segundo Carrillo; род. 9 февраля 1978, Мадрид) — испанский шахматист, гроссмейстер (1995).
В составе сборной Испании участник 7-и Олимпиад (1994—1998, 2002—2008; в 2004 — за 2-ю сборною) и 4-х командных чемпионатов Европы (1997, 2001—2005).